# Cyanoacetyleen
Cyanoacetyleen is een nitril met als brutoformule C3HN. Het is een vloeistof die waargenomen is in interstellaire gaswolken en in de atmosfeer van de grootste maan van Saturnus, Titan. Het is tevens een van de moleculen die werd gecreëerd tijdens het Miller-Urey-experiment.